# Aeroportul Walt Disney World
Aeroportul Walt Disney World (IATA: DWS) este un aeroport din Florida, Statele Unite ale Americii.
aeroportul dispune de 1 pistă.

## Infrastructură

### Piste
Aeroportul dispune de o singură pistă. Pista are orientarea 16/34. 